# Toxorhina trilineata
Toxorhina trilineata là một loài ruồi trong họ Limoniidae. Chúng phân bố ở miền Australasia.